# Vestfirðir
Vestfirðir és una regió d'Islàndia, una gran península al nord-oest del país. Està connectada amb la resta d'Islàndia per un ample istme de 7 km entre Gilsfjörður i Bitrufjörður. Els Vestfirðir són molt muntanyosos, el litoral és molt sagnat per desenes de fiords envoltats de turons costeruts. Látrabjarg és el nom
dels penya-segats més llargs on nien aus de l'Atlàntic Nord. Es troben a la regió més occidental d'Islàndia. El Drangajökull es troba al nord de la península de Hornstrandir i és la cinquena glacera més gran del país, però l'única de la regió.
La manca de terres planes a la vora del mar fa que la península sigui inadequada per a l'agricultura, però la gent sobreviuen gràcies a la pesca i el turisme. Els Vestfirðir estan escassament poblats, la població total el 2007 va ser de 7.380. La capital, (i ciutat més gran) és Ísafjörður, on hi viuen 3000 persones aproximadament. Aquesta població serveix com a centre per al comerç, l'administració i el transport a la regió.

## Principals assentaments als Vestfirðir
- Bíldudalur
- Bolungarvík
- Brjánslækur
- Drangsnes
- Flateyri
- Hólmavík
- Ísafjörður
- Patreksfjörður
- Reykhólar
- Reykjanes
- Skálanes
- Stykkishólmur
- Súðavík
- Suðureyri
- Tálknafjörður
- Þingeyri